# Лобаскинское сельское поселение (Ичалковский район)
Лобаскинское се́льское поселе́ние — муниципальное образование в Ичалковском районе Мордовии Российской Федерации.
Административный центр — село Лобаски.

## История
Статус и границы сельского поселения установлены Законом Республики Мордовия от 1 декабря 2004 года № 98-З «Об установлении границ муниципальных образований Ичалковского муниципального района, Ичалковского муниципального района и наделении их статусом сельского поселения и муниципального района».
Законом от 27 ноября 2008 года, в Лобаскинское сельское поселение (сельсовет) были включены все населённые пункты упразднённого Протасовского сельского поселения (сельсовета).
В 2011 году был упразднён входивший в состав поселения посёлок Миндра.
Законом от 17 мая 2018 года N 42-З Пермеевское сельское поселение и сельсовет были упразднены, а входившие в их состав населённые пункты были включены в состав Лобаскинского сельского поселения и сельсовета с административным центром в селе Лобаски.

## Население
| 2002 | 2010 | 2012 | 2013 | 2014 | 2015 | 2016 |
| ---- | ---- | ---- | ---- | ---- | ---- | ---- |
| 788  | ↘561 | ↘540 | ↘523 | ↘495 | ↘479 | ↘474 |
| 2017 | 2018 | 2019 | 2020 | 2021 |      |      |
| ↘448 | ↘434 | ↘410 | ↗726 | ↘664 |      |      |

## Состав сельского поселения
| № | Населённый пункт  | Тип населённого пункта       | Население |
| - | ----------------- | ---------------------------- | --------- |
| 1 | Большая Пестровка | село                         | ↘111      |
| 2 | Большие Осинки    | деревня                      | ↘14       |
| 3 | Бугры             | деревня                      | ↘4        |
| 4 | Володинка         | деревня                      | →8        |
| 5 | Лобаски           | село, административный центр | ↘469      |
| 6 | Пермеево          | село                         | ↘303      |
| 7 | Протасово         | село                         | ↘76       |
| 8 | Репьевка          | деревня                      | ↘13       |
| 9 | Ханинеевка        | деревня                      | ↘4        |